# Frase
La frase o oració és una construcció sintàctica integrada per més d'una unitat gramatical. Segons Dionisi de Tràcia, es defineix com el conjunt de paraules amb sentit complet, que està marcat per dues pauses. Les llengües s'agrupen segons l'ordre canònic dels elements de la frase (subjecte, verb, objecte en el cas de molts idiomes com el català). Alguns elements poden estar elidits si se sobreentenen.
Segons la modalitat oracional, és a dir, la intenció del parlant, les frases poden ser enunciatives (expliquen o introdueixen un judici o un fet), interrogatives (pregunten alguna cosa), exclamatives (expressen una emoció) i exhortatives (ordenen quelcom). Alguna gramàtica parla també de frases dubitatives, per exemple. Les úniques que tenen un valor de veritat són les enunciatives i, per això, són les més comunes i objecte d'estudi de la lògica.
La frase també pot dividir-se en simple (si té només un verb) o composta, i aquesta en coordinada, subordinada i juxtaposada. El tipus de verb marca una altra classificació de les oracions: si és copulatiu, la frase és atributiva i, si no, predicativa. Dins les oracions predicatives, hi ha les oracions transitives (que tenen un complement directe) i les intransitives.
La frase és l'objecte d'estudi de la sintaxi, en totes les seves escoles: generativisme, estructuralisme… Com a element de formació del paràgraf, interessa també a la pragmàtica i a la gramàtica del discurs, ja que la frase dona el context adequat per entendre el significat concret de cada paraula que la forma.